# Ordinul „Virtutea Aeronautică”
Ordinul „Virtutea Aeronautică” este destinat răsplătirii aviatorilor. A fost creat de Carol al II-lea, prin Decretul regal nr.2895 din 31 iulie 1930, fiind primul ordin nu numai din România, ci și din lume creat special pentru aviatori. Este de același rang cu Ordinul Virtutea Militară.

## Descriere
Ordinul are patru clase. În decursul timpului au existat două variante:
- varianta din 1930, având clasele „Cruce de Aur”, „Cavaler”, „Ofițer” și „Comandor”; Pentru fiecare variantă s-au oferit două tipuri după caz: "de Pace" fără spade și "de Război" cu spade. Oferit doilea: 'cu o baretă'.
- varianta din 2000, având clasele „Cavaler”, „Ofițer”, „Comandor” și „Mare Ofițer”.